# Leioproctus pseudozonatus
Leioproctus pseudozonatus är en biart som först beskrevs av Jesus Santiago Moure 1954.  Leioproctus pseudozonatus ingår i släktet Leioproctus och familjen korttungebin. Inga underarter finns listade i Catalogue of Life.